# Calathea grazielae
Calathea grazielae là một loài thực vật có hoa trong họ Marantaceae. Loài này được H.A.Kenn. & Marcelo mô tả khoa học đầu tiên năm 1997.